# Linh Bảo
Linh Bảo là một thành phố cấp huyện tại địa cấp thị Tam Môn Hiệp, tỉnh Hà Nam, Cộng hòa Nhân dân Trung Hoa. Thành phố này được nâng cấp từ huyện cùng tên ngày 12.5.1993. Tại đây có Hàm Cốc quan nổi tiếng. Thành phố này có dân số năm 2006 khoảng 720.000 người, mã số bưu chính là 472500. Chính quyền thành phố đóng ở trấn Thành Quan. Về mặt hành chính, Linh Bảo gồm 17 hương trấn, tổng cộng có 433 ủy ban thôn.